# 千振 (海防艦)
千振（ちぶり）は、日本海軍の海防艦。艦名は香川県の千振島にちなむ。

## 概要
海防艦千振（ちぶり）は日本鋼管鶴見造船所が建造した海防艦で、御蔵型海防艦の7番艦。
1944年（昭和19年）4月3日に竣工し、呉防備戦隊に編入された。つづいて第一海上護衛隊に編入され、南西方面の船団護衛任務に従事した。千振の初出撃はヒ65船団の護衛だったが、潜水艦の雷撃で姉妹艦淡路が轟沈した。
7月10日より、新編の第一海防隊に所属する。ヒ74船団を護衛中の9月17日には空母雲鷹の沈没に遭遇し、生存者を救助した。
捷一号作戦にともなうレイテ沖海戦では、第一遊撃部隊向けの燃料補給部隊を護衛した。11月7日、マニラ湾にて僚艦と協力し潜水艦グロウラーを撃沈する。12月20日、潜水艦バーゴールの雷撃で大破した重巡洋艦妙高を救援する。
1945年（昭和20年）1月12日、千振は僚艦2隻と共に志摩艦隊向けの補給部隊を護衛中、ベトナムのサンジャック沖合でアメリカ軍機動部隊艦上機の空襲を受け撃沈された（グラティテュード作戦）。

## 艦歴

### 計画-竣工-練成
マル急計画の海防艦甲型、第310号艦型の20番艦、仮称艦名第329号艦として計画。1942年2月14日、後に御蔵型と呼ばれることになる海防艦乙型の基本計画（基本計画番号E20）が決定したため、それに従って建造されることとなった。当初は第322号艦型となっていたが、後に予定を繰り上げて第320号艦を第1艦とした第320号艦型に改められた。
1943年（昭和18年）7月20日、日本鋼管鶴見造船所で起工。8月31日、建造中の駆逐艦2隻・海防艦3隻・掃海艇1隻・駆潜艇1隻は同時に命名され、鶴見造船所で建造の海防艦は「倉橋」と「千振」と命名された。本籍を横須賀鎮守府と仮定。3隻（淡路、倉橋、千振）は御蔵型海防艦に類別された。11月30日、進水。
1944年（昭和19年）1月20日、鶴見造船所に設置された千振艤装員事務所は、事務を開始する。
1月30日、石山泰三大尉は千振艤装員長に任命される。
4月3日、千振は竣工した。
同3日付で横須賀鎮守府籍となる。
千振艤装員事務所は撤去された。石山大尉（千振艤装員長）は、千振海防艦長となる。
同時に呉鎮守府部隊呉防備戦隊に編入。以後練成教育訓練に従事する。4日、日本鋼管鶴見造船所を出港し、横須賀港に移動。5日に出港し、7日に
呉に到着。9日から14日まで呉海軍工廠で整備を受けた後、16日に呉を出港し佐伯に移動。20日に出港し、宿毛湾泊地に移動。21日出港し、佐伯に移動。22日に出
港し、清水に仮泊。23日出港し、佐伯に移動。5月13日、佐伯を出港し、14日に呉に到着。呉海軍工廠で油冷却器、重油タンク、バラストタンクの漏洩防止工事、烹炊用気畜器亀裂の修理を行っ
た。同日、海上護衛総司令部隷下の第一海上護衛隊に編入。

### 1944年
1944年（昭和19年）5月24日、千振は第19号海防艦と共に呉を出港し、25日に門司に到着した。ヒ65船団を、練習巡洋艦香椎（第七護衛船団司令官松山光治少将）、空母海鷹、海防艦淡路、千振、第19号海防艦、60号駆潜艇が護衛して門司を出港した。
6月2日未明、ヒ65船団部隊は北緯22度42分 東経121度24分 / 北緯22.700度 東経121.400度の火焼島北西15キロ地点を航行中、米潜ギターロ (USS Guitarro, SS-363)に発見され、ギターロはタンカーに向けて魚雷を6本発射した。
その魚雷を発見した淡路が香椎に「魚雷発見」を報告した直後に雷跡に入り込み、魚雷が命中した淡路は轟沈した。また、外れた魚雷のうち、1本が有馬山丸に命中した。「1万トン級タンカー撃沈」と判定したギターロは水上艦艇の爆雷攻撃及び航空機からの攻撃を回避するため潜航したが、船団側は被雷した有馬山丸と神州丸が衝突事故を起こすなど支離滅裂となり、反撃どころではなかった。
神洲丸は搭載爆雷の誘爆で大破、香椎は神洲丸を基隆まで曳航した。損傷した有馬山丸と千振、第19号海防艦もそれぞれ基隆に向かった。3日1200に基隆に到着。千振は救助した淡路の生存者を陸上に送り届けた。同日、千振は香椎、第19号海防艦と共に基隆を出港し、4日0600に高雄に到着して船団部隊に復帰、3隻（タンカー仁栄丸、第7号海防艦、第11号海防艦）を加えたヒ65船団部隊は同日中に出発した。第19号海防艦は機関故障のため高雄に残った。8日、船団部隊は北緯11度59分 東経112度29分 / 北緯11.983度 東経112.483度の地点を航海中、米潜ガンネル(USS Gunnel, SS-253)に発見される。ガンネルは浮上して追跡を開始するが、見張りの士官が「24マイル以内に航空機あり」と報告したため、これを避けなければならなかった。再び追跡しようとした時には姿はすでになく、マケイン艦長の三度目の空母との接触も、相手に振り切られた形で終わった。11日1350、ヒ65船団部隊は昭南に到着した。
17日0400、ヒ66船団を、護衛艦艇（香椎〈旗艦〉、海鷹、千振、第7号海防艦、第11号海防艦）が護衛して昭南を出港した。26日1300、ヒ66船団部隊は門司に到着した。千振は門司を出港し、27日に呉に到着。呉海軍工廠で30日まで第十番重油タンク外鈑修理、主機械ピストン抜出検査の後、7月1日から9日まで整備を受ける。
同年7月10日、日本海軍は第一海防隊（ 千振、第17号海防艦、第19号海防艦 ）を編制した。千振は司令海防艦に指定された。第一海防隊司令は池田暎中佐（のち大佐）であった。
翌11日、千振は呉を出港し、門司へ移動した。ヒ69船団を、香椎（第五護衛船団司令官吉富説三少将、海兵39期）、空母神鷹、海防艦佐渡、千振、第7号海防艦、第17号海防艦が護衛することになった。
13日、六連を出発する。14日、ヒ69船団部隊は門司を出港した。17日、萬光丸（日本郵船、4,471トン）が船団部隊から分離して高雄へ向かった。18日早朝、船団は米潜ロック(USS Rock, SS-274)、タイルフィッシュ (USS Tilefish, SS-307) 、ソーフィッシュ (USS Sawfish, SS-276) からなるウルフパックに発見される。まずロックが機関故障で後落した2TL型戦時標準タンカーはりま丸（石原汽船、10,045トン）を発見して魚雷4本を発射したが、命中しなかった。続けてソーフィッシュが北緯21度52分 東経119度47分 / 北緯21.867度 東経119.783度の地点ではりま丸を発見する。魚雷を計9本発射し、2本が命中したと判断された。しかし、はりま丸は実際には間一髪で回避しており、そのまま高雄に向かった。続けてタイルフィッシュが北緯26度56分 東経119度58分 / 北緯26.933度 東経119.967度の地点で船団を発見。1050、タイルフィッシュの視界内に対潜掃討中の第17号海防艦が入ってきた。タイルフィッシュは魚雷を6本発射し、うち1本が第17号海防艦の艦首に命中し、大破させた。タイルフィッシュは航空機の制圧を受ける前に深く潜航。9分後に潜望鏡深度に浮上して観測すると、何も見えなかった。タイルフィッシュは「駆逐艦1隻撃沈」と判断した。第17号海防艦も船団から分離し、高雄へ向かった。20日2100、ヒ69船団部隊はマニラへ到着した。大鷹と海鷹は航空機を陸揚げし、ヒ68船団などに加入して内地へ帰投した。マニラ止まりの船舶を分離したヒ69船団部隊は、第13号海防艦と第19号海防艦を加えて、25日0530にマニラを出港する。31日1745、ヒ69船団部隊は昭南に到着した。
8月2日、南西方面艦隊は第十六戦隊の軽巡洋艦北上（損傷のため速力15ノット以下、マニラ停泊中）をヒ70船団部隊に同航させたいと申し入れた。第五護衛船団司令官は台湾海峡を通過すると通告する。そこで北上艦長加瀬三郎大佐は、北上をヒ70船団に途中合流させる旨を報告した。
4日2100、ヒ70船団を、香椎（旗艦）、神鷹、秋月型駆逐艦霜月（第41駆逐隊）、海防艦千振、佐渡、第13号海防艦、第19号海防艦が護衛して、昭南を出港した。途中でマニラから来た北上を船団に加える。12日、対潜掃討のため佐渡が船団から分離した。15日1430、ヒ70船団部隊は門司に到着した。16日早朝、千振は門司を出港し、同日1130に佐世保に到着。佐世保海軍工廠で22日まで重油タンク鋲打換修理、主機械ピストン抜出検査、十二糎双眼望遠鏡装備工事を行った。
23日0900、千振は第19号海防艦と共に佐世保を出港し、同日1800に三池に到着。24日0700に三池を出港し、25日0500に門司に到着した。0630、ヒ73船団を、香椎（第五護衛船団司令官）、空母雲鷹、千振、第1号、第3号、第13号、第19号、第21号、第27号海防艦が護衛して門司を出港した。
同日、特設運送船(給油船)萬栄丸（日東汽船、5,226トン）、瑞穂丸（大阪商船、8,506トン）、あらびあ丸（大阪商船、9,414トン）他輸送船1隻が加入する。26日、萬栄丸が機関故障を起こしたため、排煙が目立つため船団から分離することになった瑞穂丸、あらびあ丸、黒龍丸（大阪商船、7,369トン）と、護衛の第1号海防艦、第3号海防艦と共に佐世保へ向かった。30日、海防艦屋代が船団に合流し、マニラ行きの伊良湖、吉備津丸、香久丸、護国丸を護衛して船団から分離した。8月31日、千振と第21号および雲鷹は対潜戦闘をおこなった。9月3日、北緯10度16分 東経107度53分 / 北緯10.267度 東経107.883度のサイゴン南方沖で1TL型戦時標準タンカー東亜丸（飯野海運、10,023トン）が触雷し小破。5日0954、ヒ73船団部隊は昭南に到着した。
11日1100、ヒ74船団を、香椎（第五護衛船団司令官）、雲鷹、千振、第13号、第19号、第21号、第27号海防艦が護衛して、昭南を出港した。
16日夜、ヒ74船団部隊は米潜バーブ(USS Barb, SS-220)、クイーンフィッシュ (USS Queenfish, SS-393) からなるウルフパック"Ed's Eradicators"（エドのインク消し）に発見される。まずクイーンフィッシュが先に攻撃を仕掛けていくつかの爆発を確認した後、バーブは浮上状態で23時前まで船団の右側から接近した。日付変わって9月17日0034、バーブは2隻のタンカーが一直線上に重なり合う位置から魚雷合計6本発射する。魚雷2本があづさ丸に命中した。あづさ丸は大火災となった。雲鷹はあづさ丸被雷を見て取り舵に避けたものの、魚雷2本が右舷の機関室と舵取室に命中した。その時、バーブに気づいた海防艦1隻が高角砲と機銃を発射しつつバーブに突進する。海防艦は750ヤード（約686メートル）にまで接近してきた。バーブは急速潜航して深々度に避退、直後に海防艦がバーブの真上を通過した。あづさ丸は0050に沈没し、雲鷹は応急修理を実施したものの浸水が甚だしく、0730頃についに沈没した。千振は僚艦と共に、雲鷹の生存者を救助した（生存者761名、乗組員と便乗者を含め約900名が戦死）。
18日1800、ヒ74船団部隊は高雄に到着し、19日1200に出港した。21日、第21号海防艦が一時船団から分離し、ヒ72船団の救援に向かった。23日1700、ヒ74船団部隊は門司に到着した。同日、千振は門司を出港し、24日に佐世保に到着。佐世保海軍工廠で29日まで修理を受ける。
30日0500、千振は佐世保を出港し、同日1930に門司に到着。10月1日0800、ヒ77船団を、千振、第19号、第21号、第27号海防艦が護衛して門司を出港。同日、有川湾に到着。2日0700に出港。5日、鴨緑丸（大阪商船、7,362トン）が船団から分離し、基隆に向かった。同日、船団は高雄に到着。ここで海防艦択捉、昭南を加え、同日中に出港。6日昼過ぎ、船団は北緯19度48分 東経118度22分 / 北緯19.800度 東経118.367度の地点を航行中、米潜ホエール(USS Whale, SS-239)、シーホース (USS Seahorse, SS-304)の2隻に発見される。1410、ホエールが魚雷を6本発射し、2TL型戦時標準タンカーあかね丸（石原汽船、10,241トン）の右舷機関室に2本が命中し、同船は転覆の後4分で沈没した。このため、第21号海防艦があかね丸生存者の救助を行う。1747、シーホースが第21号海防艦へ魚雷6本を発射。うち1本が命中した第21号海防艦は船体を折られてすぐに沈没した。このため、あかね丸では第21号海防艦に救助された者を含む南方軍経理部幹部候補生、鉄道司令部要員等便乗者747名と船長以下船員63名全員が、第21号海防艦では海防艦長の畠山重則少佐以下乗員170名全員がそれぞれ戦死した。7日夜22時ごろ、北緯14度37分 東経115度55分 / 北緯14.617度 東経115.917度の地点を航行中の船団は、米潜ホークビル (USS Hawkbill, SS-366) 、バヤ (USS Baya, SS-318) およびベクーナ (USS Becuna, SS-319) の3隻からなるウルフパックの攻撃を受けた。ただしベクーナは船団との距離が遠く攻撃に間に合わなかったが、ホークビルは2147に第一撃を仕掛ける事ができた。その攻撃は失敗に終わった。この時、満珠丸（旧名さんとす丸）（大阪商船、7,267トン）が敵潜を発見し、相手に船首を向けて突撃すると同時に、自衛用の爆雷の投下を行った。30分後の2224に行われた第二撃では、浮上攻撃により魚雷を3本発射し、うち魚雷2本を「大型貨物船」に命中させた。この時、特設運送船衣笠丸（大阪商船、8,406トン）の左舷に魚雷1本が命中し損傷した。この後、満珠丸が追加で爆雷を投下した。バヤもホークビルの第二撃からわずか6分後の2230に「大型貨物船」に対して魚雷を6本発射し、うち2本を命中させた。この時、衣笠丸の左舷に魚雷2本が命中。輸送中の弾薬が誘爆し、白と黄色の炎のキノコ雲が上空数十メートルに上がった。衣笠丸はたちまち左に傾斜し、爆発の後わずか8分で沈没した。衣笠丸の撃沈はホークビルとバヤの共同戦果として扱われた。12日1500、船団は昭南に到着した。

### レイテ沖海戦
10月初頭、連合艦隊配当の油槽船（艦隊随伴用タンカー）は6隻（日栄丸、良栄丸、厳島丸、雄鳳丸、萬栄丸、日邦丸）に減少していた。10月16日、連合艦隊（司令長官豊田副武大将、参謀長草鹿龍之介中将）は、第一遊撃部隊（指揮官栗田健男第二艦隊司令長官／海軍中将・海軍兵学校38期）の出撃に際しタンカーを手配することになった。
この内示時点で、タンカー3隻（厳島丸、御室山丸、萬栄丸）はヒ78船団としてシンガポールで出港準備中、日栄丸と良栄丸はヒ76船団に加入して内地に向け航行中であった。
10月18日、第一海防隊の海防艦2隻（千振、第19号）および第27号海防艦と敷設艇由利島は、捷号作戦部隊の第一遊撃部隊への補給部隊となった萬栄丸、御室山丸、厳島丸（日本海洋漁業統制、10,006トン）、1TL型戦時標準タンカー日邦丸（飯野海運、10,528トン）を護衛してシンガポールを出港し、ブルネイ湾に進出することになった。19日、千振と第19号海防艦はタンカー（萬栄丸、厳島丸）を護衛して昭南を出発、22日ブルネイに到着した。だが第一遊撃部隊主隊（通称栗田艦隊または栗田部隊）は22日0800にブルネイを出撃しており、第一遊撃部隊第三部隊（通称西村艦隊または西村部隊）も同22日1530ブルネイを出撃した。10月22日時点の第一補給部隊は、護衛艦（千振、由利島、第19号海防艦）とタンカー（雄鳳丸、八紘丸、厳島丸、萬栄丸、日邦丸、御室山丸）であった。結局、雄鳳丸と八紘丸以外の第一補給部隊は、栗田艦隊の出撃に間に合わなかった。
10月23日、栗田艦隊はパラワン水道を通過中に潜水艦ダーターとデースに襲撃され、重巡愛宕（栗田艦隊旗艦）と摩耶が沈没、重巡高雄が大破した。高雄の護衛と警戒には駆逐艦長波と朝霜が指定されていたが、09時5分に栗田長官は第十一運航指揮官に対し「千振を至急高雄に合同させよ」と命じた。翌24日、長波は空襲で損傷した重巡洋艦妙高の護衛にまわった。高雄と朝霜は南西方面艦隊から派遣された水雷艇鵯と特設駆潜艇御津丸と共に退避を続行し、25日夕刻ブルネイに到着した。
やがてレイテ沖海戦が始まり、千振、第19号、第27号海防艦、怒和島は厳島丸と日邦丸を護衛してブルネイ湾を出撃してコロン島に向かい、同地にて第一遊撃部隊の艦艇に対する補給を行うこととなった。コロン島にはすでに特設運送船(給油船)日栄丸（日東汽船、10,020トン）が到着しており、日栄丸は損傷して下がっていた重巡洋艦妙高に対し補給を行っていた。
ところが、第一遊撃部隊がレイテ湾突入を断念して引き返す途中の26日、アメリカ第38任務部隊（マーク・ミッチャー中将）の艦載機が追い討ちをかけるように第一遊撃部隊に対して空襲を行う。これを受け栗田中将は部隊のコロン島寄港を取り止めてブルネイ湾へ急ぐこととなり、補給部隊のコロン島進出取り止め、妙高と長波を含むコロン既着補給部隊のブルネイ回航を命じる。24日にブルネイを出撃しコロン島にむけ航行中だった千振以下の船団も、スールー海からブルネイ湾へ引き返すこととなった。
その途中の27日0440頃、バラバク海峡を西航中に米潜バーゴール(USS Bergall, SS-320) に発見される。バーゴールは6本の魚雷を発射し、4つの命中音を聴取して17,000トン級タンカー1隻の撃沈を報じた。魚雷は厳島丸と日邦丸の双方に命中した。
日邦丸は沈没、厳島丸は航行不能となった。厳島丸は千振に曳航されて退避を開始する。ボルネオ島マルツ湾に移動し、護衛艦各艦はその護衛をした。千振、第19号海防艦はその後ブルネイに戻った。補給部隊は、ブルネイに到着した栗田艦隊残存艦に補給をおこなった。まもなく第一海防隊は南西方面艦隊（司令長官大川内傳七中将）の指揮下に入った。
当時、マニラには第二遊撃部隊の艦艇が集結し、レイテ島の戦いに伴う強行輸送作戦「多号作戦」を実施していた。艦艇や航空機の燃料を確保する必要が生じ、第一海防隊もタンカー護衛任務に投入された。
31日0630、萬栄丸、海軍配当船八紘丸（日本油槽船、10,023トン）、給糧艦早埼他輸送船1隻からなる船団を、白露型駆逐艦時雨、第19号海防艦、第34号駆潜艇と共に護衛してブルネイを出港し、1930にボルネオ島ミリに到着する。
11月1日、萬栄丸を3隻（千振、時雨、第19号海防艦）で護衛しミリを出港、マニラへ向かった。だがマニラ到着寸前の8日0133、萬栄丸船団は米潜水艦グロウラー (USS Growler, SS-215)のレーダーにより発見される。当時、グロウラーはレーダーの不調に悩まされていた。グロウラーは米潜水艦ハードヘッド (USS Hardhead, SS-365)、ヘイク  (USS Hake, SS-256)の2隻とともにウルフパックを組んでおり、2隻に船団を発見したと報告し、呼び寄せた。3隻は浮上したまま船団に接近。0142にはハードヘッドのレーダーも1隻の大型船と2隻の小型船を探知した。グロウラーは船団の左側から、ヘイクとハードヘッドは船団の右側からと、船団をはさみ込む形で攻撃を行おうとした。0253、ハードヘッドはグロウラーのいる位置と思しき辺りから「恐らく雷撃のような音」や得体が知れない爆発音を聴取した。また、船団がコースを変えたことを探知した。0257から0259にかけても爆発音を3度聴取し、これ以降グロウラーとは音信不通となった。この攻撃で、時雨と千振、19号は歴戦のアメリカ潜水艦グロウラーを撃沈した。0359、ハードヘッドは艦尾発射管から魚雷を4本発射した。萬栄丸は沈没し、護衛3隻はハードヘッドとヘイクを取り逃がした。萬栄丸が沈没したため千振と第19号海防艦はミリに反転し、時雨はマニラに入港した。
ミリに移動した千振と第19号海防艦は、特設運送船（給油）雄鳳丸（飯野海運、5,226トン）を護衛してミリを出発、無事マニラに到着した。15日、第一海防隊（千振、第17号、第19号）は雄鳳丸を護衛してマニラを出発、ふたたびミリに向かった。23日、パラワン水道で海防艦1隻が合流。26日、北緯04度55分 東経114度06分 / 北緯4.917度 東経114.100度のボルネオ島バラム岬沖で船団は米潜パーゴ(USS Pargo, SS-264)に発見される。魚雷を4本発射し、すべての魚雷が命中した雄鳳丸は、後部が沈んだが前部は浮いていた。攻撃後、千振らは爆雷攻撃を行い、パーゴは爆雷攻撃により一部のバルブが破壊され、レーダーや発電機も損傷した。何とか立ち回って致命的な危機を脱したパーゴは、修理を行った上で哨戒を続行した。その間、雄鳳丸の浮いていた部分は千振に曳航されていった。雄鳳丸を曳航する千振と、警戒の第19号海防艦他1隻はミリに到着した。28日、千振はミリ在泊中に空襲を受けて損傷。30日には被弾し小破した。
12月13日夜、シンガポールを出発し内地にむけて航行中の重巡洋艦妙高と駆逐艦潮を米潜バーゴールが襲撃した。被雷した妙高は航行不能となった。
潮は妙高の護衛をやめ、ヒ82船団を護衛して内地へ帰投した。
妙高の護衛と曳航を、第二遊撃部隊所属の駆逐艦初霜と霞が行うことになった。だが駆逐艦で重巡洋艦を曳航することは難しかった。そこで重巡洋艦羽黒が妙高を曳航することになり、18日にシンガポールを出発する。同地在泊中の千振と第102号哨戒艇および敷設艇新井埼が、羽黒を護衛して出撃した。なお霞は礼号作戦に参加するため、途中で妙高の護衛を中止している。天候が悪化したが、妙高と護衛部隊は24日-25日にかけてシンガポールへ帰投した。千振は29日まで修理をおこなう。
この間、第一海防隊（千振、第19号海防艦）は12月20日付で、第17号海防艦は21日付で、第二遊撃部隊（指揮官志摩清英中将／第五艦隊司令長官、旗艦「足柄」）に編入された。

### 1945年-沈没
1945年（昭和20年）1月4日、池田司令が指揮する第一海防隊（千振、第17号海防艦、第19号海防艦）は、サンジャックへ燃料満載の上進出待機するよう第五艦隊から命ぜられた日栄丸を護衛して、昭南を出港した。これは、後述の第二遊撃部隊（指揮官志摩清英第五艦隊司令長官）が比島方面に出撃するための燃料であった。日栄丸には重油13,000トンが搭載され、便乗者205名を乗せていた。6日、船団は北緯04度30分 東経103度30分 / 北緯4.500度 東経103.500度の地点で米潜べスゴ(USS Besugo, SS-321)に発見される。2215、べスゴは魚雷6本を発射。うち1本が日栄丸の左舷後部機関室に命中。火災が発生した日栄丸は5時間後に沈没した。海防艦3隻は日栄丸の生存者を救助した後、そのままサンジャックに向かった。10日、第一海防隊はサンジャックに到着した。今度は11日サンジャック到着予定の海軍徴用船神靖丸（栗林商船、2,800トン）を護衛するよう命じられた。
この時、海軍の第38任務部隊（司令官：ジョン・S・マケイン・シニア中将）に属する高速空母部隊には、南シナ海に侵入し日本の艦船を攻撃する任務が与えられた。その主要な攻撃目標は、3日にカムラン湾への進出命令を受け（南西方面部隊電令作第2号）シンガポールで出撃準備中だった航空戦艦2隻（日向、伊勢）や第二水雷戦隊（司令官古村啓蔵少将）等で編成された第二遊撃部隊であった。カムラン湾に集結した第二遊撃部隊を叩くことを目標とする第38任務部隊の南シナ海侵入計画は、グラティテュード作戦（Operation “Gratitude”）と命名された。第38任務部隊は7日から8日にルソン海峡を突破し、南シナ海に侵入を開始した。しかし、第二遊撃部隊は1月7日にカムラン湾進出命令が取り消され（南西方面部隊電令作第7号）、主力はリンガ泊地に碇泊していたため発見できず、第38任務部隊はやむなく輸送船などを代わりに攻撃することにした。米軍機動部隊の作戦により、ヒ86船団（旗艦香椎、第101戦隊司令官渋谷紫郎少将）が壊滅的被害を受けている。
11日、2TM型戦時標準タンカーあやゆき丸（日本海運、2,854トン）、同弘進丸（日本油槽船、2,854トン）、逓信省平時標準B型貨物船東裕丸（岡田商船、4,532トン）他輸送船3隻からなるサタ05船団と護衛部隊がサンジャックを出撃したが、このうち第149号輸送艦は荒波で沈没する可能性があるため危険と判断したため船団から分離し、サンジャックに戻った。夕刻、B-24型爆撃機小数機がサンジャックを偵察した。
12日、サンジャックは第38任務部隊艦上機による空襲に見舞われたため、千振、第17号海防艦、第19号海防艦は対空戦闘を行ったが、正午過ぎには全滅した。僚艦の第17号海防艦は、空襲開始からまもなくTBF雷撃機アヴェンジャーから投下された魚雷2本が命中して轟沈した。第19号海防艦は、直撃弾1、航空魚雷1、至近弾多数を受け、午前11前には沈没した。千振では、0951に左舷後部、右舷後部に至近弾を受ける。1012には左舷二番砲応急弾薬庫付近に爆弾1発を被弾。幸い不発だったものの、上甲板に直径約70cmの破孔が開いた。対空戦闘を行いつつ、内火艇を派遣して僚艦の救助をおこなう。また戦闘中に第五艦隊旗艦足柄よりシンガポールに帰投するよう命令があり、片舷航行状態で出港準備をおこなっていたという。1120、千振の二番砲、機械室、士官浴室に爆弾1発ずつ被弾し、艦後部は大火災となり、上甲板付近まで沈下する。総員退去となり、12時30分頃に沈没した。千振では乗員86名（もしくは88名）が戦死し、4名が負傷した。第一海防隊3隻の乗組員は合計528名であったが、戦死者261名、生存者267名であったという。第一海防隊3隻は第38任務部隊の本来の目標であった第二遊撃部隊の中で唯一、グラティテュード作戦により失われた艦となった。護衛対象の神靖丸もまた沈没したほか、サンジャック在泊中の2TL型戦時標準タンカー明石丸（西大洋漁業、10,045トン）、特設運送船(給油船)球磨川丸（東洋海運、7,510トン）も撃沈された。
第149号輸送艦も被弾炎上するも、修理の後2月10日に除籍されて雑役船第2黒潮に改名。6月12日、第57号駆潜艇とともにアンダマン・ニコバル諸島へ向かう途中、英駆逐艦エスキモー（en:HMS Eskimo (F75)）の魚雷が命中し爆発、その後沈没した。

1945年（昭和20年）3月10日、千振は帝国海防艦籍および御蔵型海防艦より除かれた。千振の艦名は海上自衛隊の掃海艇「ちぶり」に引き継がれた。

## 海防艦長
艤装員長
1. 石山泰三 大尉：1944年1月30日[22] - 1944年4月3日[25]

海防艦長
1. 石山泰三 大尉（少佐）：1944年4月3日[25] - 1945年2月10日[223]

### 注
1. ↑  これは第310号艦型の価格であり、基本計画番号E20としての価格ではない。
2. ↑  この数字は法令上の定員数であり、特修兵、その他臨時増置された人員を含まない。
3. ↑  タンカー萬栄丸を駆逐艦時雨と海防艦2隻（千振、第十九号海防艦）で護衛しており、グロウラーを撃沈したものの萬栄丸は潜水艦ハードヘッドに撃沈された[12]。
4. ↑  第一海防隊の第十七号海防艦と第十九号海防艦[13]。
5. ↑  マル急計画の当初計画での番数。
6. ↑  1943年（昭和18年）12月22日付（内令第2776号）により海防艦能美が艦艇類別等級別表において淡路の次に御蔵型に記載された[16]。
このため能美が通算で4番艦に[17]、通算5番艦が倉橋[18]になった。
1944年（昭和19年）1月25日付（内令第200号）により海防艦屋代が御蔵型に登載される[19]。これにより屋代が通算6番艦に[20]、千振が通算7番艦になった。
7. ↑  ヒ65船団[26]。陸軍特殊船神州丸、香椎丸（大阪商船、8,407トン）、有馬山丸（三井船舶、8,697トン）、辰和丸（辰馬汽船、6,335トン）、特設運送船(給油船)御室山丸（三井船舶、9,204トン）、1TM型戦時標準タンカー瑞鳳丸（飯野海運。5,136トン）、新東邦丸（飯野海運、10,238トン）
8. ↑  『戦史叢書46巻　海上護衛戦』379頁ではヒ65船団の内訳を、加入船舶12隻、護衛艦（香椎、海鷹、淡路、千振、第19号海防艦、第60号駆潜艇、水雷艇燕）とする[32]。
9. ↑  ギターロは昼前に再度接触して空母海鷹などの姿を確認したが、航空機の哨戒が厳しく確認だけで終わった[43]。
10. ↑  第19号海防艦主計長によれば、19号は台湾高雄に向かったところ神州丸護衛のため基隆へ移動[46]。単独航行中の神州丸に合流し、同船を基隆へ送り届けたと回想している[47]。
11. ↑  ヒ66船団[54]。御室山丸、北海丸（大阪商船、8,416トン）、讃岐丸（日本郵船、9,246トン）、阿波丸（日本郵船、11,249トン）
12. ↑  木俣滋郎著『日本海防艦戦史』60頁では、第一海防隊（千振、第17号海防艦、第18号海防艦）と記述する[7]。同著126頁の海防隊編制表では「第1海防隊　19年7月7日　千振、17、19　シンガポールへ」となっている[58]。
13. ↑  ヒ69船団[61]。マニラ行き：安芸丸（日本郵船、11,409トン）、浅間丸（日本郵船、16,975トン）、万光丸（日本郵船、4,471トン）、高栄丸（大同海運、6,774トン）、西貢丸（大阪商船、5,350トン）、空母大鷹（航空機輸送）、空母海鷹（航空機輸送）。シンガポール行き：御室山丸、陸軍油槽船音羽山丸（三井船舶、9,204トン）、黒潮丸（東和汽船、10,518トン）、勝鬨丸、君川丸、はりま丸、せりあ丸、天栄丸）。
14. ↑  空母神鷹は、九七式艦上攻撃機 14機、局地戦闘機雷電 8機と零式艦上戦闘機 5機を搭載、対潜哨戒と航空機輸送を兼務した[62]。
15. ↑  ヒ70船団[81]。タンカー（八紘丸、黒潮丸、せりあ丸、御室山丸、音羽山丸）、貨物船（満珠丸、衣笠丸、有馬山丸）
16. ↑  佐渡はその後ヒ71船団に加入し、マニラ沖合で撃沈された[87]。
17. ↑  ヒ73船団[89]。マニラ向け：補給艦伊良湖、讃岐丸、陸軍特殊船吉備津丸（日本郵船、9,574トン）、特設運送船護国丸（大阪商船、10,438トン）、特設運送船香久丸（大阪商船、6,806トン）。シンガポール向け：御室山丸、音羽山丸、富士山丸、大邦丸、あまと丸、黒潮丸、八紘丸、東亜丸、東邦丸。
18. ↑  木俣滋郎は『潜水艦攻撃（2016）』で「9月1日に、雲鷹の艦攻が潜水艦タニーを損傷させた。」とする[94]。
19. ↑  ヒ74船団[95]。はりま丸、特設運送船（給油船）あづさ丸（石原汽船、10,022トン）、御室山丸、音羽山丸、八紘丸。
20. ↑  ヒ77船団。御室山丸、音羽山丸、2TL型戦時標準タンカーありた丸（石原汽船、10,238トン）他輸送船10隻。
21. ↑  #SS-366, USS HAWKBILLpp.38-39 記載時間
22. ↑  #SS-366, USS HAWKBILLpp.40-41 記載時間
23. ↑  #SS-318, USS BAYApp.31-33 記載時間
24. ↑  聯合艦隊(GF)機密第161535番電(10月16日15時35分)[118]　第一遊撃部隊出撃ノ場合次ノ如ク処理セラルル予定ニ付所要ノ準備ヲ進メ置カレ度　一 嚴島丸、御室山丸、雄鳳丸、萬榮丸ヲ第一遊撃部隊ニ編入ス／二 「すみこう」丸及「ヒ七八」船団加入中ノ護衛艦ハ第一遊撃部隊ノ指揮ヲ受ケ行動セシム／三 海邦丸、「せりあ」丸搭載重油ハ要スレバ随伴用油槽船ニ移載セシム／四 日榮丸、良榮丸及三宅〔海防艦、以下二隻同じ〕、倉橋、滿珠(何レモ十五日〇八〇〇楡林發馬公回航中)ヲ第一遊撃部隊ニ編入ス
25. ↑  なおシンガポールには雄鳳丸と八紘丸が停泊していた。栗田長官の独断により第4駆逐隊の駆逐艦2隻（満潮、野分）がブルネイよりシンガポールに進出、10月18日1000にタンカー2隻（雄鳳丸、八紘丸）を護衛して出港した[120]。この4隻は21日1120ブルネイに到着し、直ちに栗田艦隊への補給を開始した[123]。
26. ↑  栗田艦隊所属の重巡妙高（第五戦隊）は10月24日の対空戦闘で被雷、落伍した[138]。応急修理後、かけつけた駆逐艦長波につきそわれ[133]、25日午前7時40分コロン島に到着した[139]。
27. ↑  The Official Chronology of the U.S. Navy in World War IIなどアメリカ側の資料の中には、日邦丸と厳島丸の両方をバーゴールの戦果にしているものもあるが、公式戦果は日邦丸のみである。厳島丸はボルネオ島マルツ湾で修理中、11月1日に空襲を受けて沈没したが[144]、バーゴールと航空機の共同戦果としても扱われていない。
28. ↑  第五艦隊（司令長官志摩清英中将）、第一水雷戦隊（司令官木村昌福少将）、第二水雷戦隊（司令官早川幹夫少将）や第十戦隊等からの派遣部隊[152][153]。
29. ↑  時雨は第一遊撃部隊第三部隊（西村艦隊）唯一の残存艦で[156]、10月27日夕刻ブルネイに到着していた[157]。
30. ↑  時雨は駆逐艦2隻（卯月、夕月）と共に空母隼鷹と重巡利根を船団を組み、内地へ戻っていった。
31. ↑  航海中の11月20日、第一海防隊に第13号海防艦が編入されたが、この時点では海防艦占守等と共に行動中[165]。
32. ↑  雄鳳丸はミリ在泊中の12月2日に空襲を受け沈没した。
33. ↑  バーゴールに妙高が発射した20cm砲弾が命中[173]、バーゴールは救援にきた僚艦と共にオーストラリアへ帰投した[174]。
34. ↑  潜水艦シーライオンⅡの雷撃により12月21日に給糧艦間宮が沈没[187]、第17号海防艦は救援をおこなってシンガポールにむかった。
35. ↑  1945年初頭、南西方面所在の第二遊撃部隊は、足柄（第五艦隊旗艦）、第五戦隊（重巡洋艦羽黒、軽巡洋艦大淀）[190]、第四航空戦隊（日向、伊勢）、第二水雷戦隊（霞、初霜、朝霜）、第三十一戦隊（軽巡五十鈴、松型駆逐艦榧、檜、樅、樫、杉、楓）、第一海防隊（千振、第17号、第19号）、タンカー日栄丸、特務艦白沙など[191]。他に重巡妙高と高雄[190]、駆逐艦天津風などがシンガポールで修理中であった。
36. ↑  第13号海防艦はヒ87船団を護衛しており、不在[192]。
37. ↑  『下士官たちの太平洋戦争』によれば木曾川丸とされ、1月12日にサンジャックで沈没したとされるが[199]、駒宮真七郎『戦時輸送船団史』にはサンジャックで沈んだ船に木曾川丸という名前の船はなく、そのかわりに神靖丸の記述があるため[201]、神靖丸の間違いと思われる。
38. ↑  サタ05船団の護衛艦艇は[212]、第35号海防艦、第43号海防艦、第31号駆潜艇、第103号哨戒艇、第101号掃海艇であった。